# Nephalioides
Nephalioides är ett släkte av skalbaggar. Nephalioides ingår i familjen långhorningar.
Kladogram enligt Catalogue of Life:
| Nephalioides | \| \| Nephalioides nigriventris \| \| \| \| \| \| Nephalioides rutilus \| \| \| \| |
|              | \| \| Nephalioides nigriventris \| \| \| \| \| \| Nephalioides rutilus \| \| \| \| |
|              | Nephalioides nigriventris                                                          |
|              |                                                                                    |
|              | Nephalioides rutilus                                                               |
|              |                                                                                    |